# Puchar EHF piłkarzy ręcznych 2016/2017 – rundy kwalifikacyjne

## Format
Trzy rundy kwalifikacyjne Pucharu EHF mają na celu wyłonienie 16 drużyn, które toczyć będą rozgrywki w fazie grupowej.

## Drużyny uczestniczące
| Pierwsza runda kwalifikacyjna | Pierwsza runda kwalifikacyjna | Pierwsza runda kwalifikacyjna | Pierwsza runda kwalifikacyjna |
| ----------------------------- | ----------------------------- | ----------------------------- | ----------------------------- |
| Chambéry Savoie Handball      | Csurgói KK                    | US Créteil Handball           | FC Porto                      |
| SCM Politehnica Timișoara     | GRK Varaždin                  | Dinamo Astrachań              | RK Prilep                     |
| HC Dukla Praga                | Haukar Hafnarfjörður          | ZTR Zaporoże                  | RK Vojvodina                  |
| Filippos Verias               | Maccabi Riszon le-Cijjon      | Limburg Lions                 | KH Besa Famiglia              |
| SERVITI Põlva                 | BB Ankara Spor                | Handball Käerjeng             | Olimpus-85 USEFS              |
| RK Budvanska rivijera         | London GD Handball Club       | BSB Batumi                    | RK Metaloplastika             |
| AC Diomidis Argous            | Pfadi Winterthur              | RK Zamet                      | Bodø HK                       |
| Alpla HC Hard                 | HV KRAS/Volendam              |                               |                               |
| Druga runda kwalifikacyjna    |                               |                               |                               |
| Red Boys Differdange          | Achilles Bocholt              | Alingsås HK                   | RD Koper 2013                 |
| Wacker Thun                   | Balatonfüredi KSE             | SL Benfica                    | CSM Bukareszt                 |
| SKA Mińsk                     | RK Nexe Našice                | St. Petersburg HC             | ØIF Arendal                   |
| HC Sporta Hlohovec            | Talent Pilzno                 | Górnik Zabrze                 | Füchse Berlin                 |
| KIF Kolding                   |                               |                               |                               |
| Trzecia runda kwalifikacyjna  |                               |                               |                               |
| Frisch Auf! GöppingenOT       | CB Ademar León                | Saint-Raphaël Var Handball    | MT Melsungen                  |
| Helvetia Anaitasuna           | FC Midtjylland                | RD Riko Ribnica               | Grundfos Tatabánya KC         |
| Azoty-Puławy                  | SC Magdeburg                  | BM Granollers                 | GOG                           |
| RK Gorenje Velenje            | Bregenz Handball              | Riihimäki Cocks               | Maccabi Castro Tel Awiw       |

Uwagi/legenda
- OT Obrońca tytułu
- Drużyny, która odpadły z kwalifikacji do Ligi Mistrzów

## Losowanie
Losowanie pierwszej i drugiej rundy kwalifikacyjnej odbyło się 19 lipca 2016 w Wiedniu, losowanie trzeciej rundy kwalifikacyjnej odbyło się 18 października 2016.

### Pierwsza runda kwalifikacyjna
Rozstawionymi zespołami w losowaniu było pierwszych 15 drużyn z zestawienia EHF uczestniczących w pierwszej rundzie kwalifikacyjnej i w toku losowania zostały połączone w pary z pozostałymi 15 drużynami.
| Drużyna 1                            | Wynik dwumeczu | Drużyna 2               | Pierwszy mecz | Drugi mecz |
| ------------------------------------ | -------------- | ----------------------- | ------------- | ---------- |
| Handball Käerjeng                    | 58:56          | RK Vojvodina            | 30:31         | 28:25      |
| US Créteil Handball                  | 56:56          | RK Zamet                | 29:32         | 27:24      |
| Alpla HC Hard                        | 55:43          | Limburg Lions           | 28:17         | 27:26      |
| Maccabi Riszon le-Cijjon             | 79:36          | London GD Handball Club | 38:14         | 41:22      |
| Chambéry Savoie Handball             | 67:39          | HV KRAS/Volendam        | 31:23         | 36:16      |
| GRK Varaždin                         | 51:58          | BB Ankara Spor          | 24:32         | 27:26      |
| Haukar Hafnarfjörður                 | 61:46          | AC Diomidis Argous      | 33:26         | 28:20      |
| KH Besa Famiglia                     | 58:62          | HC Dukla Praga          | 35:31         | 23:31      |
| BSB Batumi                           | 32:93          | FC Porto                | 16:49         | 16:44      |
| Csurgói KK                           | 47:44          | Bodø HK                 | 28:21         | 19:23      |
| SCM Politehnica Timișoara            | 51:43          | SERVITI Põlva           | 26:22         | 25:21      |
| Olimpus-85 USEFS                     | 49:77          | ZTR Zaporoże            | 28:37         | 21:40      |
| RK Prilep                            | 34:84          | Pfadi Winterthur        | 19:42         | 15:42      |
| RK Metaloplastika                    | 44:47          | Dinamo Astrachań        | 24:30         | 20:17      |
| Filippos Verias                      | 58:50          | RK Budvanska rivijera   | 30:24         | 28:26      |
| Po lewej gospodarz pierwszego meczu. |                |                         |               |            |

W dwumeczu pomiędzy US Créteil Handball a RK Zamet wystąpił remis, awans wywalczył zespół, który strzelił więcej bramek na wyjeździe.

#### Wyniki
| 2 września 201619:00 | Alpla HC Hard   | 28:17(14:8) | Limburg Lions | gospodarz Widzów: 700 Sędzia: Lukáš Frieser Radoslav Kavulič |
| 2 września 201619:00 | Gerald Zeiner 7 | 28:17(14:8) | 7 João Ramos  | gospodarz Widzów: 700 Sędzia: Lukáš Frieser Radoslav Kavulič |
| 2 września 201619:00 | 3× · 4×         | 28:17(14:8) | 3× · 4×       | gospodarz Widzów: 700 Sędzia: Lukáš Frieser Radoslav Kavulič |

| 2 września 201620:30 | US Créteil Handball | 29:32(15:15) | RK Zamet       | gospodarz Widzów: 1200 Sędzia: Daniel Freitas César Carvalho |
| 2 września 201620:30 | Hugo Descat 7       | 29:32(15:15) | 8 Marin Kružić | gospodarz Widzów: 1200 Sędzia: Daniel Freitas César Carvalho |
| 2 września 201620:30 | 3× · 3×             | 29:32(15:15) | 4× · 2×        | gospodarz Widzów: 1200 Sędzia: Daniel Freitas César Carvalho |

| 3 września 201617:00 | Olimpus-85 USEFS | 28:37(13:18) | ZTR Zaporoże      | gospodarz Widzów: 425 Sędzia: Emil Aghakishi Ernest Aghakishi |
| 3 września 201617:00 | Artem Mogila 12  | 28:37(13:18) | 8 Oleksandr Tilte | gospodarz Widzów: 425 Sędzia: Emil Aghakishi Ernest Aghakishi |
| 3 września 201617:00 | 5× · 3×          | 28:37(13:18) | 8× · 2× · 1×      | gospodarz Widzów: 425 Sędzia: Emil Aghakishi Ernest Aghakishi |

| 3 września 201617:00 | GRK Varaždin                     | 24:32(11:18) | BB Ankara Spor                  | THF Spor Salonu, Ankara Widzów: 250 Sędzia: Anatoliy Novikov Ruslan Perepilitsy |
| 3 września 201617:00 | Marin Šipić 4 Andrej Obranović 4 | 24:32(11:18) | 5 Alican Göçmen 5 Cemal Kütahya | THF Spor Salonu, Ankara Widzów: 250 Sędzia: Anatoliy Novikov Ruslan Perepilitsy |
| 3 września 201617:00 | 3× · 3×                          | 24:32(11:18) | 5× · 3×                         | THF Spor Salonu, Ankara Widzów: 250 Sędzia: Anatoliy Novikov Ruslan Perepilitsy |

| 3 września 201618:00 | BSB Batumi            | 16:49(9:23) | FC Porto                  | Dragão Caixa, Porto Widzów: 830 Sędzia: Roberto Scevola Tal Alperan |
| 3 września 201618:00 | Lesko Tsitelishvili 5 | 16:49(9:23) | 7 Alexis Hernández Borges | Dragão Caixa, Porto Widzów: 830 Sędzia: Roberto Scevola Tal Alperan |
| 3 września 201618:00 | 4× · 3×               | 16:49(9:23) | 3× · 3×                   | Dragão Caixa, Porto Widzów: 830 Sędzia: Roberto Scevola Tal Alperan |

| 3 września 201618:00 | Csurgói KK                                        | 28:21(16:11) | Bodø HK                                         | gospodarz Widzów: 800 Sędzia: Robert Harabagiu Silviu Stănescu |
| 3 września 201618:00 | Levente Halász 5 Borut Oslak 5 Bojan Radjenovic 5 | 28:21(16:11) | 6 Alexander Oerjevik Westby 6 Henrik Bielenberg | gospodarz Widzów: 800 Sędzia: Robert Harabagiu Silviu Stănescu |
| 3 września 201618:00 | 3× · 2×                                           | 28:21(16:11) | 5× · 2× · 1×                                    | gospodarz Widzów: 800 Sędzia: Robert Harabagiu Silviu Stănescu |

| 3 września 201618:00 | Filippos Verias    | 30:24(15:15) | RK Budvanska rivijera | gospodarz Widzów: 500 Sędzia: Georgi Doychinov Yulian Goretsov |
| 3 września 201618:00 | Aggelos Dragolas 8 | 30:24(15:15) | 7 Radivoje Dodić      | gospodarz Widzów: 500 Sędzia: Georgi Doychinov Yulian Goretsov |
| 3 września 201618:00 | 1× · 3×            | 30:24(15:15) | 8× · 3× · 1×          | gospodarz Widzów: 500 Sędzia: Georgi Doychinov Yulian Goretsov |

| 3 września 201618:30 | RK Metaloplastika     | 24:30(11:15) | Dinamo Astrachań | gospodarz Widzów: 1000 Sędzia: Athanasios Chaskis Dimitrios Tsakonas |
| 3 września 201618:30 | Nemanja Milovanović 9 | 24:30(11:15) | 9 Evgen Kokhan   | gospodarz Widzów: 1000 Sędzia: Athanasios Chaskis Dimitrios Tsakonas |
| 3 września 201618:30 | 2× · 3×               | 24:30(11:15) | 6× · 2× · 1×     | gospodarz Widzów: 1000 Sędzia: Athanasios Chaskis Dimitrios Tsakonas |

| 3 września 201619:00 | Handball Käerjeng | 30:31(15:15) | RK Vojvodina     | gospodarz Widzów: 600 Sędzia: Vadims Jaškins Eduards Žabko |
| 3 września 201619:00 | Tom Meis 4        | 30:31(15:15) | 10 Miloš Orbović | gospodarz Widzów: 600 Sędzia: Vadims Jaškins Eduards Žabko |
| 3 września 201619:00 | 5× · 2×           | 30:31(15:15) | 6× · 4×          | gospodarz Widzów: 600 Sędzia: Vadims Jaškins Eduards Žabko |

| 3 września 201619:00 | Haukar Hafnarfjörður      | 33:26(15:11) | AC Diomidis Argous | Stadium Agias Triadas, Agia Triada Widzów: 200 Sędzia: Ruud Geraets Paul Geraets |
| 3 września 201619:00 | Guðmundur Árni Ólafsson 7 | 33:26(15:11) | 8 Sotiris Giosmou  | Stadium Agias Triadas, Agia Triada Widzów: 200 Sędzia: Ruud Geraets Paul Geraets |
| 3 września 201619:00 | 3× · 2×                   | 33:26(15:11) | 5× · 2×            | Stadium Agias Triadas, Agia Triada Widzów: 200 Sędzia: Ruud Geraets Paul Geraets |

| 3 września 201619:00 | KH Besa Famiglia | 35:31(19:15) | HC Dukla Praga | gospodarz Widzów: 600 Sędzia: Bogdan Kaluđerović Ivan Vujačić |
| 3 września 201619:00 | Ante Kukrika 10  | 35:31(19:15) | 9 Milan Kotrč  | gospodarz Widzów: 600 Sędzia: Bogdan Kaluđerović Ivan Vujačić |
| 3 września 201619:00 | 5× · 4×          | 35:31(19:15) | 4× · 3× · 1×   | gospodarz Widzów: 600 Sędzia: Bogdan Kaluđerović Ivan Vujačić |

| 3 września 201619:00 | SCM Politehnica Timișoara      | 26:22(14:9) | SERVITI Põlva    | gospodarz Widzów: 700 Sędzia: Valery Butskevich Yury Butskevich |
| 3 września 201619:00 | Marko Lasica 6 Filip Łazarow 6 | 26:22(14:9) | 5 Henri Sillaste | gospodarz Widzów: 700 Sędzia: Valery Butskevich Yury Butskevich |
| 3 września 201619:00 | 7× · 4×                        | 26:22(14:9) | 8× · 3×          | gospodarz Widzów: 700 Sędzia: Valery Butskevich Yury Butskevich |

| 3 września 201619:00 | RK Prilep          | 19:42(10:20) | Pfadi Winterthur | gospodarz Widzów: 400 Sędzia: Konstantinos Katsikis Michalis Michailidis |
| 3 września 201619:00 | Pece Gjorgjieski 5 | 19:42(10:20) | 8 Ante Kuduz     | gospodarz Widzów: 400 Sędzia: Konstantinos Katsikis Michalis Michailidis |
| 3 września 201619:00 | 3× · 3×            | 19:42(10:20) | 1× · 2×          | gospodarz Widzów: 400 Sędzia: Konstantinos Katsikis Michalis Michailidis |

| 3 września 201620:00 | Chambéry Savoie Handball | 31:23(15:11) | HV KRAS/Volendam | gospodarz Widzów: 3022 Sędzia: Vagif Aliyev Alekper Aghakishiyev |
| 3 września 201620:00 | Fahrudin Melić 8         | 31:23(15:11) | 5 Eduard Klyuyko | gospodarz Widzów: 3022 Sędzia: Vagif Aliyev Alekper Aghakishiyev |
| 3 września 201620:00 | 8× · 3× · 1×             | 31:23(15:11) | 6× · 3×          | gospodarz Widzów: 3022 Sędzia: Vagif Aliyev Alekper Aghakishiyev |

| 4 września 201616:00 | BB Ankara Spor    | 26:27(12:12) | GRK Varaždin                    | gospodarz Widzów: 230 Sędzia: Anatoliy Novikov Ruslan Perepilitsy |
| 4 września 201616:00 | Oleksandr Pedan 7 | 26:27(12:12) | 8 Ante Tokić 8 Bruno Vili Zobec | gospodarz Widzów: 230 Sędzia: Anatoliy Novikov Ruslan Perepilitsy |
| 4 września 201616:00 | 5× · 3× · 1×      | 26:27(12:12) | 4× · 4×                         | gospodarz Widzów: 230 Sędzia: Anatoliy Novikov Ruslan Perepilitsy |

| 4 września 201617:00 | RK Vojvodina                      | 25:28(12:14) | Handball Käerjeng | Centre Sportif "Um Dribbel", Bascharage Widzów: 500 Sędzia: Vadims Jaškins Eduards Žabko |
| 4 września 201617:00 | Milos Orbovic 5 Bojan Todorović 5 | 25:28(12:14) | 6 Carlo Sperti    | Centre Sportif "Um Dribbel", Bascharage Widzów: 500 Sędzia: Vadims Jaškins Eduards Žabko |
| 4 września 201617:00 | 5× · 3×                           | 25:28(12:14) | 7× · 3×           | Centre Sportif "Um Dribbel", Bascharage Widzów: 500 Sędzia: Vadims Jaškins Eduards Žabko |

| 4 września 201618:00 | FC Porto                       | 44:16(21:7) | BSB Batumi          | gospodarz Widzów: 756 Sędzia: Roberto Scevola Tal Alperan |
| 4 września 201618:00 | Patrick André Toniazzo Lemos 8 | 44:16(21:7) | 8 George Kobakhidze | gospodarz Widzów: 756 Sędzia: Roberto Scevola Tal Alperan |
| 4 września 201618:00 | 3×                             | 44:16(21:7) | 3× · 4×             | gospodarz Widzów: 756 Sędzia: Roberto Scevola Tal Alperan |

| 4 września 201619:00 | AC Diomidis Argous | 20:28(5:15) | Haukar Hafnarfjörður      | gospodarz Widzów: 300 Sędzia: Ruud Geraets Paul Geraets |
| 4 września 201619:00 | Sotiris Giosmou 5  | 20:28(5:15) | 6 Guðmundur Árni Ólafsson | gospodarz Widzów: 300 Sędzia: Ruud Geraets Paul Geraets |
| 4 września 201619:00 | 4× · 2×            | 20:28(5:15) | 2× · 3×                   | gospodarz Widzów: 300 Sędzia: Ruud Geraets Paul Geraets |

| 4 września 201619:00 | Pfadi Winterthur | 42:15(19:7) | RK Prilep          | Sportska Arena SONCE, Prilep Widzów: 250 Sędzia: Konstantinos Katsikis Michalis Michailidis |
| 4 września 201619:00 | Marcel Hess 8    | 42:15(19:7) | 6 Pece Gjorgjieski | Sportska Arena SONCE, Prilep Widzów: 250 Sędzia: Konstantinos Katsikis Michalis Michailidis |
| 4 września 201619:00 | 2×               | 42:15(19:7) | 2× · 2×            | Sportska Arena SONCE, Prilep Widzów: 250 Sędzia: Konstantinos Katsikis Michalis Michailidis |

| 9 września 201617:00 | Maccabi Riszon le-Cijjon | 38:14(22:6) | London GD Handball Club      | gospodarz Widzów: 500 Sędzia: Milan Hájek Karel Macho |
| 9 września 201617:00 | David Rašić 6            | 38:14(22:6) | 4 Francesc Corredera Salvado | gospodarz Widzów: 500 Sędzia: Milan Hájek Karel Macho |
| 9 września 201617:00 | 5× · 3×                  | 38:14(22:6) | 3× · 1×                      | gospodarz Widzów: 500 Sędzia: Milan Hájek Karel Macho |

| 10 września 201617:00 | ZTR Zaporoże      | 40:21(17:11) | Olimpus-85 USEFS       | gospodarz Widzów: 350 Sędzia: Martin Lillepea Marion Kull |
| 10 września 201617:00 | Andrii Akimenko 8 | 40:21(17:11) | 8 Alexandru Pervanciuc | gospodarz Widzów: 350 Sędzia: Martin Lillepea Marion Kull |
| 10 września 201617:00 | 5× · 3×           | 40:21(17:11) | 7× · 3×                | gospodarz Widzów: 350 Sędzia: Martin Lillepea Marion Kull |

| 10 września 201618:00 | London GD Handball Club | 41:22(25:11) | Maccabi Riszon le-Cijjon | Beit Maccabi Sport Centre, Riszon le-Cijjon Widzów: 150 Sędzia: Milan Hájek Karel Macho |
| 10 września 201618:00 | Ayrton Gélin 4          | 41:22(25:11) | 6 Omer Gera 6 Tal Gera   | Beit Maccabi Sport Centre, Riszon le-Cijjon Widzów: 150 Sędzia: Milan Hájek Karel Macho |
| 10 września 201618:00 | 2× · 3×                 | 41:22(25:11) | 4× · 3×                  | Beit Maccabi Sport Centre, Riszon le-Cijjon Widzów: 150 Sędzia: Milan Hájek Karel Macho |

| 10 września 201618:00 | SERVITI Põlva                                          | 21:25(10:14) | SCM Politehnica Timișoara | gospodarz Widzów: 300 Sędzia: Stephen Martens Angelo Verdonck |
| 10 września 201618:00 | Kristjan Muuga 4 Raiko Rudissaar 4 Sergii Liubchenko 4 | 21:25(10:14) | 8 Marko Lasica            | gospodarz Widzów: 300 Sędzia: Stephen Martens Angelo Verdonck |
| 10 września 201618:00 | 4× · 3×                                                | 21:25(10:14) | 5× · 3×                   | gospodarz Widzów: 300 Sędzia: Stephen Martens Angelo Verdonck |

| 10 września 201618:00 | RK Budvanska rivijera | 26:28(15:10) | Filippos Verias    | gospodarz Widzów: 800 Sędzia: Yaron Ben-Dan Assaf Faran |
| 10 września 201618:00 | Radivoje Đođić 7      | 26:28(15:10) | 7 Aggelos Dragolas | gospodarz Widzów: 800 Sędzia: Yaron Ben-Dan Assaf Faran |
| 10 września 201618:00 | 9× · 4× · 1× · 1×     | 26:28(15:10) | 7× · 4× · 1× · 1×  | gospodarz Widzów: 800 Sędzia: Yaron Ben-Dan Assaf Faran |

| 10 września 201619:00 | HV KRAS/Volendam | 16:36(6:19) | Chambéry Savoie Handball | gospodarz Widzów: 2200 Sędzia: Angelos Argyridis Christos Mouttas |
| 10 września 201619:00 | Jan Josef 4      | 16:36(6:19) | 6 Rémi Feutrier          | gospodarz Widzów: 2200 Sędzia: Angelos Argyridis Christos Mouttas |
| 10 września 201619:00 | 3× · 3×          | 16:36(6:19) | 2× · 3×                  | gospodarz Widzów: 2200 Sędzia: Angelos Argyridis Christos Mouttas |

| 10 września 201619:30 | Limburg Lions | 26:27(13:11) | Alpla HC Hard      | gospodarz Widzów: 450 Sędzia: Sasa Pandžić Boris Šatordžija |
| 10 września 201619:30 | Ivo Steins 6  | 26:27(13:11) | 7 Marko Tanasković | gospodarz Widzów: 450 Sędzia: Sasa Pandžić Boris Šatordžija |
| 10 września 201619:30 | 4× · 2×       | 26:27(13:11) | 10× · 4×           | gospodarz Widzów: 450 Sędzia: Sasa Pandžić Boris Šatordžija |

| 10 września 201620:30 | RK Zamet       | 24:27(13:18) | US Créteil Handball         | gospodarz Widzów: 900 Sędzia: Bonifert Ferenc Oláh Viktor |
| 10 września 201620:30 | Filip Glavaš 7 | 24:27(13:18) | 8 Alexandru Iuliu Csepreghi | gospodarz Widzów: 900 Sędzia: Bonifert Ferenc Oláh Viktor |
| 10 września 201620:30 | 3× · 2×        | 24:27(13:18) | 6× · 4×                     | gospodarz Widzów: 900 Sędzia: Bonifert Ferenc Oláh Viktor |

| 11 września 201618:00 | Bodø HK                                                     | 23:19(10:6) | Csurgói KK       | gospodarz Widzów: 1300 Sędzia: Ivars Čerņavskis Edmunds Bogdanovs |
| 11 września 201618:00 | Alexander Ørjevik Westby 5 Henrik Bielenberg 5 Binai Aziz 5 | 23:19(10:6) | 6 Levente Halász | gospodarz Widzów: 1300 Sędzia: Ivars Čerņavskis Edmunds Bogdanovs |
| 11 września 201618:00 | 2× · 2×                                                     | 23:19(10:6) | 4× · 1× · 1×     | gospodarz Widzów: 1300 Sędzia: Ivars Čerņavskis Edmunds Bogdanovs |

| 11 września 201618:00 | Dinamo Astrachań | 17:20(10:13) | RK Metaloplastika         | gospodarz Widzów: 1500 Sędzia: Miklós Andorka Róbert Hucker |
| 11 września 201618:00 | Evgeny Kokhan 4  | 17:20(10:13) | 5 Aleksandar Dragutinović | gospodarz Widzów: 1500 Sędzia: Miklós Andorka Róbert Hucker |
| 11 września 201618:00 | 3× · 2×          | 17:20(10:13) | 4× · 4×                   | gospodarz Widzów: 1500 Sędzia: Miklós Andorka Róbert Hucker |

| 11 września 201619:00 | HC Dukla Praga   | 31:23(14:11) | KH Besa Famiglia | gospodarz Widzów: 500 Sędzia: Hanspeter Brodbeck Simon Reich |
| 11 września 201619:00 | Daniel Kývala 10 | 31:23(14:11) | 9 Goran Biljaka  | gospodarz Widzów: 500 Sędzia: Hanspeter Brodbeck Simon Reich |
| 11 września 201619:00 | 7× · 3× · 1×     | 31:23(14:11) | 7× · 3×          | gospodarz Widzów: 500 Sędzia: Hanspeter Brodbeck Simon Reich |

### Druga runda kwalifikacyjna
Rozstawionymi zespołami w losowaniu było pierwszych 16 drużyn z zestawienia EHF uczestniczących w drugiej rundzie kwalifikacyjnej i w toku losowania zostały połączone w pary z 1 drużyną, która zaczynała rozgrywki od drugiej rundy oraz 15 zwycięzcami pierwszej rundy kwalifikacyjnej.
| Drużyna 1                            | Wynik dwumeczu | Drużyna 2                 | Pierwszy mecz | Drugi mecz |
| ------------------------------------ | -------------- | ------------------------- | ------------- | ---------- |
| KIF Kolding                          | 69:43          | Talent Pilzno             | 38:23         | 31:20      |
| Maccabi Riszon le-Cijjon             | 56:49          | Red Boys Differdange      | 30:24         | 26:25      |
| Csurgói KK                           | 58:46          | Achilles Bocholt          | 24:23         | 34:23      |
| SL Benfica                           | 64:56          | Handball Käerjeng         | 31:26         | 33:30      |
| Chambéry Savoie Handball             | 44:49          | Füchse Berlin             | 22:25         | 22:24      |
| Balatonfüredi KSE                    | 48:50          | Pfadi Winterthur          | 28:23         | 20:27      |
| St. Petersburg HC                    | 57:46          | BB Ankara Spor            | 26:19         | 31:27      |
| ØIF Arendal                          | 49:51          | SCM Politehnica Timișoara | 23:24         | 26:27      |
| Haukar Hafnarfjörður                 | 51:55          | Alingsås HK               | 24:24         | 27:31      |
| ZTR Zaporoże                         | 45:44          | Wacker Thun               | 23:22         | 22:22      |
| Górnik Zabrze                        | 50:32          | Filippos Verias           | 30:17         | 20:15      |
| FC Porto                             | 57:46          | RD Koper 2013             | 31:24         | 26:22      |
| Alpla HC Hard                        | 53:56          | SKA Mińsk                 | 28:25         | 25:31      |
| Dinamo Astrachań                     | 60:49          | HC Sporta Hlohovec        | 33:29         | 27:20      |
| CSM Bukareszt                        | 50:50          | RK Zamet                  | 29:23         | 21:27      |
| HC Dukla Praga                       | 53:59          | RK Nexe Našice            | 30:29         | 23:30      |
| Po lewej gospodarz pierwszego meczu. |                |                           |               |            |

W dwumeczu CSM Bukareszt a RK Zamet wystąpił remis, awans wywalczył zespół, który strzelił więcej bramek na wyjeździe.

#### Wyniki
| 8 października 201612:00 | CSM Bukareszt          | 29:23(15:12) | RK Zamet        | gospodarz Widzów: 650 Sędzia: Vagif Aliyev Alekper Aghakishiyev |
| 8 października 201612:00 | Andrei Nicușor Negru 7 | 29:23(15:12) | 5 Paulo Grozdek | gospodarz Widzów: 650 Sędzia: Vagif Aliyev Alekper Aghakishiyev |
| 8 października 201612:00 | 2× · 3×                | 29:23(15:12) | 3× · 4×         | gospodarz Widzów: 650 Sędzia: Vagif Aliyev Alekper Aghakishiyev |

| 8 października 201614:00 | Dinamo Astrachań | 33:29(13:18) | HC Sporta Hlohovec | gospodarz Widzów: 1800 Sędzia: Doru Manea Radu Iliescu |
| 8 października 201614:00 | Evgeny Kokhan 9  | 33:29(13:18) | 9 František Zaťko  | gospodarz Widzów: 1800 Sędzia: Doru Manea Radu Iliescu |
| 8 października 201614:00 | 5× · 2× · 1×     | 33:29(13:18) | 6× · 3×            | gospodarz Widzów: 1800 Sędzia: Doru Manea Radu Iliescu |

| 8 października 201615:00 | St. Petersburg HC | 26:19(14:9) | BB Ankara Spor  | gospodarz Widzów: 2000 Sędzia: Marco Di Domenico Lorenzo Fornasier |
| 8 października 201615:00 | Dmitry Kiselev 6  | 26:19(14:9) | 4 Cemal Kütahya | gospodarz Widzów: 2000 Sędzia: Marco Di Domenico Lorenzo Fornasier |
| 8 października 201615:00 | 5× · 3×           | 26:19(14:9) | 4× · 3×         | gospodarz Widzów: 2000 Sędzia: Marco Di Domenico Lorenzo Fornasier |

| 8 października 201616:00 | ØIF Arendal     | 23:24(12:12) | SCM Politehnica Timișoara | Aquarama Bad, Kristiansand Widzów: 500 Sędzia: Marko Boričić Dejan Marković |
| 8 października 201616:00 | Lars Jacobsen 8 | 23:24(12:12) | 7 Filip Łazarow           | Aquarama Bad, Kristiansand Widzów: 500 Sędzia: Marko Boričić Dejan Marković |
| 8 października 201616:00 | 3× · 3×         | 23:24(12:12) | 5× · 4×                   | Aquarama Bad, Kristiansand Widzów: 500 Sędzia: Marko Boričić Dejan Marković |

| 8 października 201616:00 | Haukar Hafnarfjörður | 24:24(15:8) | Alingsås HK         | gospodarz Widzów: 850 Sędzia: Lars Jorum Havard Kleven |
| 8 października 201616:00 | Tjörvi Þorgeirsson 8 | 24:24(15:8) | 8 Jesper Konradsson | gospodarz Widzów: 850 Sędzia: Lars Jorum Havard Kleven |
| 8 października 201616:00 | 4× · 3×              | 24:24(15:8) | 2× · 3×             | gospodarz Widzów: 850 Sędzia: Lars Jorum Havard Kleven |

| 8 października 201617:00 | SL Benfica       | 31:26(18:15) | Handball Käerjeng | gospodarz Widzów: 376 Sędzia: Simone Zendali Stefano Riello |
| 8 października 201617:00 | Belone Moreira 6 | 31:26(18:15) | 6 Tom Meis        | gospodarz Widzów: 376 Sędzia: Simone Zendali Stefano Riello |
| 8 października 201617:00 | 3× · 3×          | 31:26(18:15) | 6× · 3×           | gospodarz Widzów: 376 Sędzia: Simone Zendali Stefano Riello |

| 8 października 201617:00 | ZTR Zaporoże     | 23:22(12:12) | Wacker Thun             | gospodarz Widzów: 500 Sędzia: Lukáš Frieser Radoslav Kavulič |
| 8 października 201617:00 | Denys Isanchuk 5 | 23:22(12:12) | 9 Lukas von Deschwanden | gospodarz Widzów: 500 Sędzia: Lukáš Frieser Radoslav Kavulič |
| 8 października 201617:00 | 3× · 3×          | 23:22(12:12) | 5× · 3× · 1×            | gospodarz Widzów: 500 Sędzia: Lukáš Frieser Radoslav Kavulič |

| 8 października 201618:00 | Górnik Zabrze | 30:17(16:12) | Filippos Verias         | gospodarz Widzów: 300 Sędzia: Milan Hájek Karel Macho |
| 8 października 201618:00 | Marek Daćko 7 | 30:17(16:12) | 5 Athanasios Kostakidis | gospodarz Widzów: 300 Sędzia: Milan Hájek Karel Macho |
| 8 października 201618:00 | 4× · 2×       | 30:17(16:12) | 3× · 3× · 1×            | gospodarz Widzów: 300 Sędzia: Milan Hájek Karel Macho |

| 8 października 201618:00 | FC Porto            | 31:24(16:11) | RD Koper 2013                 | gospodarz Widzów: 1165 Sędzia: Angelos Argyridis Christos Mouttas |
| 8 października 201618:00 | Yoel Cuni Morales 6 | 31:24(16:11) | 5 Jan Gorela 5 Adam Bratkovič | gospodarz Widzów: 1165 Sędzia: Angelos Argyridis Christos Mouttas |
| 8 października 201618:00 | 3× · 2×             | 31:24(16:11) | 11× · 3×                      | gospodarz Widzów: 1165 Sędzia: Angelos Argyridis Christos Mouttas |

| 8 października 201619:00 | Alpla HC Hard    | 28:25(11:11) | SKA Mińsk           | gospodarz Widzów: 1131 Sędzia: Sigurd Thomassen Tobias Schmack |
| 8 października 201619:00 | Dominik Schmid 8 | 28:25(11:11) | 6 Alaksiej Szynkiel | gospodarz Widzów: 1131 Sędzia: Sigurd Thomassen Tobias Schmack |
| 8 października 201619:00 | 4× · 4×          | 28:25(11:11) | 6× · 3×             | gospodarz Widzów: 1131 Sędzia: Sigurd Thomassen Tobias Schmack |

| 8 października 201620:15 | Achilles Bocholt                                    | 23:34(11:14) | Csurgói KK          | gospodarz Widzów: 600 Sędzia: Dorian Sirbu Valentin Suponicov |
| 8 października 201620:15 | Wout Winters 4 Roel Valkenborgh 4 Damian Kedziora 4 | 23:34(11:14) | 7 Aleh Astraszapkin | gospodarz Widzów: 600 Sędzia: Dorian Sirbu Valentin Suponicov |
| 8 października 201620:15 | 2× · 3×                                             | 23:34(11:14) | 2× · 3×             | gospodarz Widzów: 600 Sędzia: Dorian Sirbu Valentin Suponicov |

| 9 października 201616:15 | KIF Kolding       | 38:23(22:13) | Talent Pilzno | gospodarz Widzów: 2083 Sędzia: Tomislav Cindrić Robert Gonzurek |
| 9 października 201616:15 | Philip Stenmalm 8 | 38:23(22:13) | 7 David Poloz | gospodarz Widzów: 2083 Sędzia: Tomislav Cindrić Robert Gonzurek |
| 9 października 201616:15 | 1× · 3×           | 38:23(22:13) | 5× · 3×       | gospodarz Widzów: 2083 Sędzia: Tomislav Cindrić Robert Gonzurek |

| 9 października 201617:00 | Red Boys Differdange | 25:26(11:16) | Maccabi Riszon le-Cijjon | gospodarz Widzów: 470 Sędzia: Carlos Luque Cabrejas Ignacio Pascual Sanchez |
| 9 października 201617:00 | Senjin Kratovic 8    | 25:26(11:16) | 6 Roee Biton             | gospodarz Widzów: 470 Sędzia: Carlos Luque Cabrejas Ignacio Pascual Sanchez |
| 9 października 201617:00 | 4× · 2×              | 25:26(11:16) | 6× · 3×                  | gospodarz Widzów: 470 Sędzia: Carlos Luque Cabrejas Ignacio Pascual Sanchez |

| 9 października 201617:00 | Chambéry Savoie Handball | 22:25(7:11) | Füchse Berlin   | gospodarz Widzów: 3243 Sędzia: Javier Alvarez Mata Yon Bustamante Lopez |
| 9 października 201617:00 | Fahrudin Melić 6         | 22:25(7:11) | 5 Hans Lindberg | gospodarz Widzów: 3243 Sędzia: Javier Alvarez Mata Yon Bustamante Lopez |
| 9 października 201617:00 | 3× · 2×                  | 22:25(7:11) | 5× · 3×         | gospodarz Widzów: 3243 Sędzia: Javier Alvarez Mata Yon Bustamante Lopez |

| 9 października 201617:00 | Wacker Thun                                | 22:22(10:11) | ZTR Zaporoże      | gospodarz Widzów: 400 Sędzia: Lukáš Frieser Radoslav Kavulič |
| 9 października 201617:00 | Nikola Isailovic 5 Emil Feuchtmann Perez 5 | 22:22(10:11) | 6 Oleksandr Tilte | gospodarz Widzów: 400 Sędzia: Lukáš Frieser Radoslav Kavulič |
| 9 października 201617:00 | 7× · 3× · 1×                               | 22:22(10:11) | 8× · 3× · 1×      | gospodarz Widzów: 400 Sędzia: Lukáš Frieser Radoslav Kavulič |

| 9 października 201617:00 | Filippos Verias   | 15:20(7:14) | Górnik Zabrze  | Hala sportowa Pogoń Zabrze, Zabrze Widzów: 250 Sędzia: Milan Hájek Karel Macho |
| 9 października 201617:00 | Eldin Vrazalica 6 | 15:20(7:14) | 6 Filip Fąfara | Hala sportowa Pogoń Zabrze, Zabrze Widzów: 250 Sędzia: Milan Hájek Karel Macho |
| 9 października 201617:00 | 3× · 3×           | 15:20(7:14) | 3× · 2×        | Hala sportowa Pogoń Zabrze, Zabrze Widzów: 250 Sędzia: Milan Hájek Karel Macho |

| 9 października 201619:00 | Balatonfüredi KSE | 28:23(15:12) | Pfadi Winterthur  | gospodarz Widzów: 500 Sędzia: Denis Bolic Christoph Hurich |
| 9 października 201619:00 | Mátyás Győri 10   | 28:23(15:12) | 9 Roman Sidorowiz | gospodarz Widzów: 500 Sędzia: Denis Bolic Christoph Hurich |
| 9 października 201619:00 | 5× · 3×           | 28:23(15:12) | 4× · 3×           | gospodarz Widzów: 500 Sędzia: Denis Bolic Christoph Hurich |

| 9 października 201620:00 | HC Dukla Praga | 30:29(16:17) | RK Nexe Našice                  | gospodarz Widzów: 600 Sędzia: Taras Kouz Viktor Zhoba |
| 9 października 201620:00 | Milan Kotrč 7  | 30:29(16:17) | 6 Vedran Zrnić 6 Mislav Nenadić | gospodarz Widzów: 600 Sędzia: Taras Kouz Viktor Zhoba |
| 9 października 201620:00 | 5× · 2×        | 30:29(16:17) | 6× · 3×                         | gospodarz Widzów: 600 Sędzia: Taras Kouz Viktor Zhoba |

| 15 października 201615:00 | Csurgói KK                                         | 24:23(10:11) | Achilles Bocholt | gospodarz Widzów: 700 Sędzia: Erdoan Vitaku Arsim Vitaku |
| 15 października 201615:00 | Péter Hornyák 4 Jakub Mikita 4 Aleh Astraszapkin 4 | 24:23(10:11) | 5 Miha Pučnik    | gospodarz Widzów: 700 Sędzia: Erdoan Vitaku Arsim Vitaku |
| 15 października 201615:00 | 2× · 3×                                            | 24:23(10:11) | 2× · 3×          | gospodarz Widzów: 700 Sędzia: Erdoan Vitaku Arsim Vitaku |

| 15 października 201617:00 | BB Ankara Spor  | 27:31(13:14) | St. Petersburg HC | gospodarz Widzów: 213 Sędzia: Csaba Kékes Pál Kékes |
| 15 października 201617:00 | Alican Göçmen 7 | 27:31(13:14) | 9 Pavel Turaev    | gospodarz Widzów: 213 Sędzia: Csaba Kékes Pál Kékes |
| 15 października 201617:00 | 4× · 3×         | 27:31(13:14) | 3× · 3×           | gospodarz Widzów: 213 Sędzia: Csaba Kékes Pál Kékes |

| 15 października 201618:00 | RK Zamet    | 27:21(13:15) | CSM Bukareszt      | gospodarz Widzów: 1500 Sędzia: Konstantinos Katsikis Michalis Michailidis |
| 15 października 201618:00 | Tin Lučin 7 | 27:21(13:15) | 5 Goce Georgiewski | gospodarz Widzów: 1500 Sędzia: Konstantinos Katsikis Michalis Michailidis |
| 15 października 201618:00 | 2× · 2×     | 27:21(13:15) | 3× · 2×            | gospodarz Widzów: 1500 Sędzia: Konstantinos Katsikis Michalis Michailidis |

| 15 października 201618:30 | Handball Käerjeng | 30:33(12:14) | SL Benfica     | gospodarz Widzów: 600 Sędzia: Davor Lončar Zoran Lončar |
| 15 października 201618:30 | Francesco Volpi 6 | 30:33(12:14) | 6 Paulo Moreno | gospodarz Widzów: 600 Sędzia: Davor Lončar Zoran Lončar |
| 15 października 201618:30 | 3× · 2×           | 30:33(12:14) | 5× · 2× · 1×   | gospodarz Widzów: 600 Sędzia: Davor Lončar Zoran Lončar |

| 15 października 201619:00 | SCM Politehnica Timișoara | 27:26(16:12) | ØIF Arendal              | gospodarz Widzów: 1100 Sędzia: André Philipp Buache Marco Meyer |
| 15 października 201619:00 | Vuk Milošević 6           | 27:26(16:12) | 6 August Baskår Pedersen | gospodarz Widzów: 1100 Sędzia: André Philipp Buache Marco Meyer |
| 15 października 201619:00 | 4× · 4×                   | 27:26(16:12) | 4× · 3×                  | gospodarz Widzów: 1100 Sędzia: André Philipp Buache Marco Meyer |

| 15 października 201619:00 | RD Koper 2013  | 22:26(12:14) | FC Porto                                | gospodarz Widzów: 2500 Sędzia: Michail Mertinian Evangelos Syrepisios |
| 15 października 201619:00 | Grega Krečič 8 | 22:26(12:14) | 4 Nikola Spelic 4 Miguel Soares Martins | gospodarz Widzów: 2500 Sędzia: Michail Mertinian Evangelos Syrepisios |
| 15 października 201619:00 | 4× · 3×        | 22:26(12:14) | 8× · 3×                                 | gospodarz Widzów: 2500 Sędzia: Michail Mertinian Evangelos Syrepisios |

| 15 października 201619:00 | RK Nexe Našice              | 30:23(16:14) | HC Dukla Praga  | gospodarz Widzów: 1257 Sędzia: Robin Sager Stefan Styger |
| 15 października 201619:00 | Ante Gadža 5 Vedran Zrnić 5 | 30:23(16:14) | 7 Daniel Kývala | gospodarz Widzów: 1257 Sędzia: Robin Sager Stefan Styger |
| 15 października 201619:00 | 5× · 4×                     | 30:23(16:14) | 5× · 3× · 1×    | gospodarz Widzów: 1257 Sędzia: Robin Sager Stefan Styger |

| 16 października 201614:00 | HC Sporta Hlohovec | 20:27(9:14) | Dinamo Astrachań | gospodarz Widzów: 800 Sędzia: Mads Dahl Hermann Jesper Madsen |
| 16 października 201614:00 | Lukáš Majbík 5     | 20:27(9:14) | 6 Evgeny Kokhan  | gospodarz Widzów: 800 Sędzia: Mads Dahl Hermann Jesper Madsen |
| 16 października 201614:00 | 5× · 3×            | 20:27(9:14) | 6× · 3×          | gospodarz Widzów: 800 Sędzia: Mads Dahl Hermann Jesper Madsen |

| 16 października 201615:00 | Füchse Berlin                    | 24:22(14:14) | Chambéry Savoie Handball | gospodarz Widzów: 5000 Sędzia: Radojko Brkic Andrei Jusufhodzic |
| 16 października 201615:00 | Steffen Fäth 4 Krešimir Kozina 4 | 24:22(14:14) | 5 Damir Bičanić          | gospodarz Widzów: 5000 Sędzia: Radojko Brkic Andrei Jusufhodzic |
| 16 października 201615:00 | 5× · 3×                          | 24:22(14:14) | 3× · 3×                  | gospodarz Widzów: 5000 Sędzia: Radojko Brkic Andrei Jusufhodzic |

| 16 października 201616:00 | Maccabi Riszon le-Cijjon | 30:24(11:10) | Red Boys Differdange      | gospodarz Widzów: 600 Sędzia: Andrej Smailagic Sandro Smailagic |
| 16 października 201616:00 | Amit Yehiel Stelman 5    | 30:24(11:10) | 6 Marin Knez 6 Alen Zekan | gospodarz Widzów: 600 Sędzia: Andrej Smailagic Sandro Smailagic |
| 16 października 201616:00 | 5× · 2×                  | 30:24(11:10) | 4× · 3×                   | gospodarz Widzów: 600 Sędzia: Andrej Smailagic Sandro Smailagic |

| 16 października 201616:00 | Alingsås HK                            | 31:27(14:11) | Haukar Hafnarfjörður  | gospodarz Widzów: 1268 Sędzia: Hanspeter Brodbeck Simon Reich |
| 16 października 201616:00 | Marcus Lars Enström 7 Magnus Persson 7 | 31:27(14:11) | 7 Janus Daði Smárason | gospodarz Widzów: 1268 Sędzia: Hanspeter Brodbeck Simon Reich |
| 16 października 201616:00 | 6× · 3×                                | 31:27(14:11) | 6× · 2×               | gospodarz Widzów: 1268 Sędzia: Hanspeter Brodbeck Simon Reich |

| 16 października 201617:00 | Pfadi Winterthur   | 27:20(14:10) | Balatonfüredi KSE    | gospodarz Widzów: 750 Sędzia: Said Bounouara Khalid Sami |
| 16 października 201617:00 | Roman Sidorowicz 9 | 27:20(14:10) | 5 Stanislav Kašpárek | gospodarz Widzów: 750 Sędzia: Said Bounouara Khalid Sami |
| 16 października 201617:00 | 7× · 3×            | 27:20(14:10) | 5× · 3×              | gospodarz Widzów: 750 Sędzia: Said Bounouara Khalid Sami |

| 16 października 201617:00 | SKA Mińsk          | 31:25(14:10) | Alpla HC Hard   | gospodarz Widzów: 2000 Sędzia: Robert Harabagiu Silviu Stănescu |
| 16 października 201617:00 | Mikita Wajłupau 10 | 31:25(14:10) | 7 Gerald Zeiner | gospodarz Widzów: 2000 Sędzia: Robert Harabagiu Silviu Stănescu |
| 16 października 201617:00 | 4× · 3×            | 31:25(14:10) | 8× · 4×         | gospodarz Widzów: 2000 Sędzia: Robert Harabagiu Silviu Stănescu |

| 16 października 201618:00 | Talent Pilzno | 20:31(11:19) | KIF Kolding                                                                               | gospodarz Widzów: 950 Sędzia: Vadims Jaskins Eduards Zabko |
| 16 października 201618:00 | Jakub Tonar 7 | 20:31(11:19) | 5 Bo Dybdal Spellerberg 5 Antonio García Robledo 5 Jens Svane Peschardt 5 Philip Stenmalm | gospodarz Widzów: 950 Sędzia: Vadims Jaskins Eduards Zabko |
| 16 października 201618:00 | 4× · 2×       | 20:31(11:19) | 4× · 2×                                                                                   | gospodarz Widzów: 950 Sędzia: Vadims Jaskins Eduards Zabko |

### Trzecia runda kwalifikacyjna
Rozstawionymi zespołami w losowaniu było 16 najlepszych drużyn z zestawienia EHF i w toku losowania zostały połączone w pary z 16 zwycięzcami drugiej rundy kwalifikacyjnej.
| Drużyna 1                            | Wynik dwumeczu | Drużyna 2                  | Pierwszy mecz | Drugi mecz |
| ------------------------------------ | -------------- | -------------------------- | ------------- | ---------- |
| RK Zamet                             | 43:66          | MT Melsungen               | 23:34         | 20:32      |
| SKA Mińsk                            | 55:61          | Saint-Raphaël Var Handball | 30:28         | 25:33      |
| Azoty-Puławy                         | 52:53          | SL Benfica                 | 34:29         | 18:24      |
| Dinamo Astrachań                     | 55:64          | FC Midtjylland             | 29:29         | 26:35      |
| RK Gorenje Velenje                   | 56:58          | Füchse Berlin              | 24:29         | 32:29      |
| BM Granollers                        | 57:57          | ZTR Zaporoże               | 27:29         | 30:28      |
| St. Petersburg HC                    | 48:51          | Maccabi Castro Tel Awiw    | 25:23         | 23:28      |
| SC Magdeburg                         | 61:49          | RK Nexe Našice             | 31:22         | 30:27      |
| Helvetia Anaitasuna                  | 53:51          | Csurgói KK                 | 27:21         | 26:30      |
| Alingsås HK                          | 56:59          | GOG                        | 29:26         | 27:33      |
| SCM Politehnica Timișoara            | 46:52          | RD Riko Ribnica            | 27:22         | 19:30      |
| Riihimäki Cocks                      | 59:49          | Górnik Zabrze              | 30:19         | 29:30      |
| Frisch Auf! Göppingen                | 70:62          | Pfadi Winterthur           | 37:32         | 33:30      |
| CB Ademar León                       | 51:52          | KIF Kolding                | 24:27         | 27:25      |
| Bregenz Handball                     | 56:59          | FC Porto                   | 27:28         | 29:31      |
| Grundfos Tatabánya KC                | 63:49          | Maccabi Riszon le-Cijjon   | 35:23         | 28:26      |
| Po lewej gospodarz pierwszego meczu. |                |                            |               |            |

W dwumeczu pomiędzy BM Granollers a ZTR Zaporoże wystąpił remis, awans wywalczył zespół, który strzelił więcej bramek na wyjeździe.

#### Wyniki
| 18 listopada 201618:30 | St. Petersburg HC | 25:23(16:13) | Maccabi Castro Tel Awiw | gospodarz Widzów: 950 Sędzia: Said Bounouara Khalid Sami |
| 18 listopada 201618:30 | Kirill Voronin 7  | 25:23(16:13) | 9 Chen Pomeranz         | gospodarz Widzów: 950 Sędzia: Said Bounouara Khalid Sami |
| 18 listopada 201618:30 | 3× · 2×           | 25:23(16:13) | 4× · 3×                 | gospodarz Widzów: 950 Sędzia: Said Bounouara Khalid Sami |

| 18 listopada 201619:00 | Bregenz Handball | 27:28(14:14) | FC Porto                  | gospodarz Widzów: 1000 Sędzia: Fabian Baumgart Sascha Wild |
| 18 listopada 201619:00 | Ante Esegovic 13 | 27:28(14:14) | 5 António Rodrigues Areia | gospodarz Widzów: 1000 Sędzia: Fabian Baumgart Sascha Wild |
| 18 listopada 201619:00 | 4× · 3×          | 27:28(14:14) | 2× · 3×                   | gospodarz Widzów: 1000 Sędzia: Fabian Baumgart Sascha Wild |

| 19 listopada 201614:00 | Dinamo Astrachań | 29:29(16:14) | FC Midtjylland                          | gospodarz Widzów: 1300 Sędzia: Marko Boričić Dejan Marković |
| 19 listopada 201614:00 | Jurij Orłow 9    | 29:29(16:14) | 6 Eivind Tangen 6 Morten Andreas Slundt | gospodarz Widzów: 1300 Sędzia: Marko Boričić Dejan Marković |
| 19 listopada 201614:00 | 2× · 3×          | 29:29(16:14) | 3× · 3×                                 | gospodarz Widzów: 1300 Sędzia: Marko Boričić Dejan Marković |

| 19 listopada 201617:00 | SKA Mińsk         | 30:28(16:13) | Saint-Raphaël Var Handball | gospodarz Widzów: 2153 Sędzia: Gjoko Kolevski Saso Krkacev |
| 19 listopada 201617:00 | Mikita Wajłupau 9 | 30:28(16:13) | 9 Aurélien Abily           | gospodarz Widzów: 2153 Sędzia: Gjoko Kolevski Saso Krkacev |
| 19 listopada 201617:00 | 1× · 3×           | 30:28(16:13) | 3× · 3×                    | gospodarz Widzów: 2153 Sędzia: Gjoko Kolevski Saso Krkacev |

| 19 listopada 201617:00 | SC Magdeburg               | 31:22(17:12) | RK Nexe Našice | gospodarz Widzów: 2477 Sędzia: Per Olesen Claus Gramm Pedersen |
| 19 listopada 201617:00 | Michael Damgaard Nielsen 9 | 31:22(17:12) | 8 Vedran Zrnić | gospodarz Widzów: 2477 Sędzia: Per Olesen Claus Gramm Pedersen |
| 19 listopada 201617:00 | 5× · 4×                    | 31:22(17:12) | 3× · 2×        | gospodarz Widzów: 2477 Sędzia: Per Olesen Claus Gramm Pedersen |

| 19 listopada 201618:00 | Azoty-Puławy   | 34:29(16:12) | SL Benfica      | gospodarz Widzów: 680 Sędzia: Denis Bolić Christoph Hurich |
| 19 listopada 201618:00 | Nokola Prce 10 | 34:29(16:12) | 7 Elledy Semedo | gospodarz Widzów: 680 Sędzia: Denis Bolić Christoph Hurich |
| 19 listopada 201618:00 | 5× · 3×        | 34:29(16:12) | 1× · 4×         | gospodarz Widzów: 680 Sędzia: Denis Bolić Christoph Hurich |

| 19 listopada 201618:00 | CB Ademar León                                        | 24:27(11:13) | KIF Kolding            | gospodarz Widzów: 4200 Sędzia: Aleksandar Pandžić Ivan Mošorinski |
| 19 listopada 201618:00 | Juan García Lorenzana 4 Alejandro Costoya Rodríguez 4 | 24:27(11:13) | 10 Konstantin Igropuło | gospodarz Widzów: 4200 Sędzia: Aleksandar Pandžić Ivan Mošorinski |
| 19 listopada 201618:00 | 3× · 4×                                               | 24:27(11:13) | 4× · 4× · 1×           | gospodarz Widzów: 4200 Sędzia: Aleksandar Pandžić Ivan Mošorinski |

| 19 listopada 201619:00 | RK Zamet                        | 23:34(13:17) | MT Melsungen                       | gospodarz Widzów: 2050 Sędzia: Mads Dahl Hermann Jesper Madsen |
| 19 listopada 201619:00 | Mateo Hrvatin 4 Paulo Grozdek 4 | 23:34(13:17) | 8 Marino Maric 8 Michael Allendorf | gospodarz Widzów: 2050 Sędzia: Mads Dahl Hermann Jesper Madsen |
| 19 listopada 201619:00 | 5× · 3×                         | 23:34(13:17) | 3× · 3×                            | gospodarz Widzów: 2050 Sędzia: Mads Dahl Hermann Jesper Madsen |

| 19 listopada 201619:00 | SCM Politehnica Timișoara | 27:22(14:11) | RD Riko Ribnica | gospodarz Widzów: 1100 Sędzia: Erdoan Vitaku Arsim Vitaku |
| 19 listopada 201619:00 | Marko Simović 8           | 27:22(14:11) | 6 Jan Grebenc   | gospodarz Widzów: 1100 Sędzia: Erdoan Vitaku Arsim Vitaku |
| 19 listopada 201619:00 | 2× · 4×                   | 27:22(14:11) | 6× · 4× · 1×    | gospodarz Widzów: 1100 Sędzia: Erdoan Vitaku Arsim Vitaku |

| 19 listopada 201620:00 | Helvetia Anaitasuna            | 27:21(13:12) | Csurgói KK          | gospodarz Widzów: 2500 Sędzia: Andrej Budzak Michal Zahradnik |
| 19 listopada 201620:00 | Mikel Aguirrezabalaga Garcia 9 | 27:21(13:12) | 6 Aleh Astraszapkin | gospodarz Widzów: 2500 Sędzia: Andrej Budzak Michal Zahradnik |
| 19 listopada 201620:00 | 2× · 3×                        | 27:21(13:12) | 6× · 3×             | gospodarz Widzów: 2500 Sędzia: Andrej Budzak Michal Zahradnik |

| 20 listopada 201615:00 | Riihimäki Cocks  | 30:19(13:11) | Górnik Zabrze                           | gospodarz Widzów: 446 Sędzia: Anatoliy Novikov Ruslan Perepilitsy |
| 20 listopada 201615:00 | Teemu Tamminen 8 | 30:19(13:11) | 4 Bartłomiej Tomczak 4 Michał Adamuszek | gospodarz Widzów: 446 Sędzia: Anatoliy Novikov Ruslan Perepilitsy |
| 20 listopada 201615:00 | 1× · 3×          | 30:19(13:11) | 3× · 3× · 1×                            | gospodarz Widzów: 446 Sędzia: Anatoliy Novikov Ruslan Perepilitsy |

| 20 listopada 201616:00 | Alingsås HK      | 29:26(17:15) | GOG                      | gospodarz Widzów: 852 Sędzia: Milan Hájek Karel Macho |
| 20 listopada 201616:00 | Magnus Persson 7 | 29:26(17:15) | 7 Frederik Kiehn Clausen | gospodarz Widzów: 852 Sędzia: Milan Hájek Karel Macho |
| 20 listopada 201616:00 | 6× · 3×          | 29:26(17:15) | 3× · 2×                  | gospodarz Widzów: 852 Sędzia: Milan Hájek Karel Macho |

| 20 listopada 201617:00 | Pfadi Winterthur   | 30:33(15:16) | Frisch Auf! Göppingen | gospodarz Widzów: 1520 Sędzia: Andreu Marín Ignacio García Serradilla |
| 20 listopada 201617:00 | Roman Sidorowicz 9 | 30:33(15:16) | 8 Jens Schöngarth     | gospodarz Widzów: 1520 Sędzia: Andreu Marín Ignacio García Serradilla |
| 20 listopada 201617:00 | 4× · 3×            | 30:33(15:16) | 3× · 2×               | gospodarz Widzów: 1520 Sędzia: Andreu Marín Ignacio García Serradilla |

| 20 listopada 201618:45 | BM Granollers                                        | 27:29(17:14) | ZTR Zaporoże      | gospodarz Widzów: 2300 Sędzia: Jan Erik Leandersson Mikael Lindroos |
| 20 listopada 201618:45 | Álvaro Cabanas Garcia Pertusa 6 David Resina Forns 6 | 27:29(17:14) | 7 Oleksii Ganchev | gospodarz Widzów: 2300 Sędzia: Jan Erik Leandersson Mikael Lindroos |
| 20 listopada 201618:45 | 3× · 3×                                              | 27:29(17:14) | 8× · 3×           | gospodarz Widzów: 2300 Sędzia: Jan Erik Leandersson Mikael Lindroos |

| 20 listopada 201619:00 | Grundfos Tatabánya KC        | 35:23(16:11) | Maccabi Riszon le-Cijjon | gospodarz Widzów: 978 Sędzia: Ivars Cernavskis Edmunds Bogdanovs |
| 20 listopada 201619:00 | Ákos Pásztor 8 Adam Juhasz 8 | 35:23(16:11) | 5 Ivan Karačić           | gospodarz Widzów: 978 Sędzia: Ivars Cernavskis Edmunds Bogdanovs |
| 20 listopada 201619:00 | 6× · 3×                      | 35:23(16:11) | 4× · 2×                  | gospodarz Widzów: 978 Sędzia: Ivars Cernavskis Edmunds Bogdanovs |

| 23 listopada 201619:00 | RK Gorenje Velenje | 24:29(10:13) | Füchse Berlin   | gospodarz Widzów: 1200 Sędzia: Vaidas Mažeika Mindaugas Gatelis |
| 23 listopada 201619:00 | Matjaž Brumen 8    | 24:29(10:13) | 8 Petar Nenadić | gospodarz Widzów: 1200 Sędzia: Vaidas Mažeika Mindaugas Gatelis |
| 23 listopada 201619:00 | 2× · 3×            | 24:29(10:13) | 5× · 3×         | gospodarz Widzów: 1200 Sędzia: Vaidas Mažeika Mindaugas Gatelis |

| 25 listopada 201616:00 | Maccabi Riszon le-Cijjon | 26:28(12:14) | Grundfos Tatabánya KC                 | gospodarz Widzów: 600 Sędzia: Konstantinos Katsikis Michalis Michailidis |
| 25 listopada 201616:00 | Ivan Karačić 7           | 26:28(12:14) | 4 Balázs Szöllősi 4 Szabolcs Szöllősi | gospodarz Widzów: 600 Sędzia: Konstantinos Katsikis Michalis Michailidis |
| 25 listopada 201616:00 | 5× · 3×                  | 26:28(12:14) | 3× · 1×                               | gospodarz Widzów: 600 Sędzia: Konstantinos Katsikis Michalis Michailidis |

| 26 listopada 201616:00 | Csurgói KK                           | 30:26(14:12) | Helvetia Anaitasuna   | gospodarz Widzów: 1400 Sędzia: Miljan Vešović Novica Mitrović |
| 26 listopada 201616:00 | Rudolf Faluvégi 6 Bojan Radjenovic 6 | 30:26(14:12) | 9 Ander Ugarte Cortes | gospodarz Widzów: 1400 Sędzia: Miljan Vešović Novica Mitrović |
| 26 listopada 201616:00 | 4× · 4×                              | 30:26(14:12) | 5× · 2×               | gospodarz Widzów: 1400 Sędzia: Miljan Vešović Novica Mitrović |

| 26 listopada 201616:00 | GOG                                                                | 33:27(10:13) | Alingsås HK      | gospodarz Widzów: 1112 Sędzia: Daniel Freitas Cesar Carvalho |
| 26 listopada 201616:00 | Niclas Vest Kirkeløkke 7 Lasse Kronborg 7 Frederik Kiehn Clausen 7 | 33:27(10:13) | 6 Magnus Persson | gospodarz Widzów: 1112 Sędzia: Daniel Freitas Cesar Carvalho |
| 26 listopada 201616:00 | 3× · 3× · 1×                                                       | 33:27(10:13) | 5× · 3×          | gospodarz Widzów: 1112 Sędzia: Daniel Freitas Cesar Carvalho |

| 26 listopada 201616:00 | KIF Kolding           | 25:27(13:13) | CB Ademar León                | gospodarz Widzów: 2156 Sędzia: Athanasios Chaskis Dimitrios Tsakonas |
| 26 listopada 201616:00 | Konstantin Igropuło 7 | 25:27(13:13) | 5 Alejandro Costoya Rodríguez | gospodarz Widzów: 2156 Sędzia: Athanasios Chaskis Dimitrios Tsakonas |
| 26 listopada 201616:00 | 5× · 3×               | 25:27(13:13) | 2× · 4×                       | gospodarz Widzów: 2156 Sędzia: Athanasios Chaskis Dimitrios Tsakonas |

| 26 listopada 201617:00 | ZTR Zaporoże        | 28:30(15:12) | BM Granollers                    | gospodarz Widzów: 1300 Sędzia: Jakub Jerlecki Maciej Łabuń |
| 26 listopada 201617:00 | Maksym Karamyshev 9 | 28:30(15:12) | 11 Álvaro Cabanas Garcia Pertusa | gospodarz Widzów: 1300 Sędzia: Jakub Jerlecki Maciej Łabuń |
| 26 listopada 201617:00 | 5× · 3×             | 28:30(15:12) | 5× · 3× · 1×                     | gospodarz Widzów: 1300 Sędzia: Jakub Jerlecki Maciej Łabuń |

| 26 listopada 201617:00 | FC Porto                  | 31:29(17:11) | Bregenz Handball | gospodarz Widzów: 1037 Sędzia: Tomislav Cindrić Robert Gonzurek |
| 26 listopada 201617:00 | Antonio Rodriguez Areia 7 | 31:29(17:11) | 7 Ante Esegovic  | gospodarz Widzów: 1037 Sędzia: Tomislav Cindrić Robert Gonzurek |
| 26 listopada 201617:00 | 3× · 3×                   | 31:29(17:11) | 2× · 3×          | gospodarz Widzów: 1037 Sędzia: Tomislav Cindrić Robert Gonzurek |

| 26 listopada 201618:00 | Maccabi Castro Tel Awiw | 28:23(12:10) | St. Petersburg HC | gospodarz Widzów: 700 Sędzia: Dimitar Mitrevski Blagojche Todorovski |
| 26 listopada 201618:00 | Chen Pomeranz 12        | 28:23(12:10) | 5 Roman Stolyarov | gospodarz Widzów: 700 Sędzia: Dimitar Mitrevski Blagojche Todorovski |
| 26 listopada 201618:00 | 4× · 3×                 | 28:23(12:10) | 4× · 4×           | gospodarz Widzów: 700 Sędzia: Dimitar Mitrevski Blagojche Todorovski |

| 26 listopada 201619:00 | RK Nexe Našice | 27:30(12:14) | SC Magdeburg                          | gospodarz Widzów: 2000 Sędzia: Georgi Doychinov Yulian Goretsov |
| 26 listopada 201619:00 | David Špiler 5 | 27:30(12:14) | 6 Matthias Musche 6 Daniel Pettersson | gospodarz Widzów: 2000 Sędzia: Georgi Doychinov Yulian Goretsov |
| 26 listopada 201619:00 | 4× · 3×        | 27:30(12:14) | 2× · 3×                               | gospodarz Widzów: 2000 Sędzia: Georgi Doychinov Yulian Goretsov |

| 26 listopada 201619:00 | RD Riko Ribnica | 30:19(17:9) | SCM Politehnica Timișoara                 | gospodarz Widzów: 800 Sędzia: Lukáš Frieser Radoslav Kavulič |
| 26 listopada 201619:00 | Patrik Leban 9  | 30:19(17:9) | 4 Filip Łazarow 4 Cristian Stelian Fenici | gospodarz Widzów: 800 Sędzia: Lukáš Frieser Radoslav Kavulič |
| 26 listopada 201619:00 | 8× · 3× · 1×    | 30:19(17:9) | 7× · 4×                                   | gospodarz Widzów: 800 Sędzia: Lukáš Frieser Radoslav Kavulič |

| 26 listopada 201619:30 | MT Melsungen         | 32:20(16:11) | RK Zamet    | gospodarz Widzów: 2152 Sędzia: Georgios Panayides Marios Andreou |
| 26 listopada 201619:30 | Michael Allendorf 13 | 32:20(16:11) | 4 Tin Lucin | gospodarz Widzów: 2152 Sędzia: Georgios Panayides Marios Andreou |
| 26 listopada 201619:30 | 2× · 3×              | 32:20(16:11) | 3× · 3×     | gospodarz Widzów: 2152 Sędzia: Georgios Panayides Marios Andreou |

| 26 listopada 201619:30 | Füchse Berlin   | 29:32(14:19) | RK Gorenje Velenje | gospodarz Widzów: 4826 Sędzia: Rune Kristiansen Øistein Pettersen |
| 26 listopada 201619:30 | Hans Lindberg 9 | 29:32(14:19) | 7 Niko Medved      | gospodarz Widzów: 4826 Sędzia: Rune Kristiansen Øistein Pettersen |
| 26 listopada 201619:30 | 2× · 3×         | 29:32(14:19) | 4× · 3× · 1×       | gospodarz Widzów: 4826 Sędzia: Rune Kristiansen Øistein Pettersen |

| 26 listopada 201619:30 | Frisch Auf! Göppingen | 37:32(19:17) | Pfadi Winterthur   | gospodarz Widzów: 3200 Sędzia: Alexey Kiyashko Dmitriy Kiselev |
| 26 listopada 201619:30 | Marcel Schiller 9     | 37:32(19:17) | 9 Roman Sidorowicz | gospodarz Widzów: 3200 Sędzia: Alexey Kiyashko Dmitriy Kiselev |
| 26 listopada 201619:30 | 1× · 3×               | 37:32(19:17) | 2× · 3×            | gospodarz Widzów: 3200 Sędzia: Alexey Kiyashko Dmitriy Kiselev |

| 26 listopada 201620:00 | Saint-Raphaël Var Handball        | 33:25(17:10) | SKA Mińsk        | gospodarz Widzów: 1768 Sędzia: Taras Kouz Viktor Zhoba |
| 26 listopada 201620:00 | Aurélien Abily 6 Adrien Dipanda 6 | 33:25(17:10) | 5 Arciom Karałek | gospodarz Widzów: 1768 Sędzia: Taras Kouz Viktor Zhoba |
| 26 listopada 201620:00 | 4× · 3×                           | 33:25(17:10) | 2× · 3×          | gospodarz Widzów: 1768 Sędzia: Taras Kouz Viktor Zhoba |

| 27 listopada 201616:00 | SL Benfica                     | 24:18(11:8) | Azoty-Puławy                    | gospodarz Widzów: 1307 Sędzia: Vagif Aliyev Alekper Aghakishiyev |
| 27 listopada 201616:00 | Paulo Moreno 5 Elledy Semedo 5 | 24:18(11:8) | 5 Krzysztof Łyżwa 5 Nikola Prce | gospodarz Widzów: 1307 Sędzia: Vagif Aliyev Alekper Aghakishiyev |
| 27 listopada 201616:00 | 5× · 3× · 1×                   | 24:18(11:8) | 3× · 3×                         | gospodarz Widzów: 1307 Sędzia: Vagif Aliyev Alekper Aghakishiyev |

| 27 listopada 201616:00 | FC Midtjylland                 | 35:26(17:12) | Dinamo Astrachań | gospodarz Widzów: 891 Sędzia: Ruud Geraets Paul Geraets |
| 27 listopada 201616:00 | Dennis Staunstrup Kirkegaard 7 | 35:26(17:12) | 5 Jurij Orłow    | gospodarz Widzów: 891 Sędzia: Ruud Geraets Paul Geraets |
| 27 listopada 201616:00 | 3× · 3×                        | 35:26(17:12) | 7× · 2× · 1×     | gospodarz Widzów: 891 Sędzia: Ruud Geraets Paul Geraets |

| 27 listopada 201617:00 | Górnik Zabrze | 30:29(14:13) | Riihimäki Cocks  | gospodarz Widzów: 300 Sędzia: Roberto Scevola Tal Alperan |
| 27 listopada 201617:00 | Marek Daćko 7 | 30:29(14:13) | 6 Teemu Tamminen | gospodarz Widzów: 300 Sędzia: Roberto Scevola Tal Alperan |
| 27 listopada 201617:00 | 4× · 3×       | 30:29(14:13) | 6× · 3× · 1×     | gospodarz Widzów: 300 Sędzia: Roberto Scevola Tal Alperan |